# Estación Coronel Rodríguez
Coronel Rodríguez era una estación ferroviaria ubicada 15 km al oeste de la localidad de San Carlos Centro, en el departamento Las Colonias, provincia de Santa Fe, Argentina.

## Servicios
La estación correspondía al Ferrocarril General Bartolomé Mitre de la red ferroviaria argentina.
Fue clausurada en 1962 a causa del Plan Larkin. Se encuentra en estado de abandono.